# Linda Geiser
Linda Geiser (Köniz, 13 de maig de 1935) és una actriu suïssa de cinema i televisió coneguda  pel seu paper en la sèrie de televisió suïssa Lüthi und Blanc com a Johanna Blanc.

## Biografia
Va estudiar a la Universitat de les Arts de Berna i va aprendre anglès a Berna. Geiser es va traslladar a Amèrica el 1961 i va viure a la Ciutat de Nova York, on es va establir fent teatre. El 1964 va fer una controvertida actuació en la pel·lícula de Sidney LumetThe Pawnbroker, en una escena on ella mostrava completament els seus pits. Aleshores, això contravenia el Codi Hays i era un dels primers casos d'una escena nua en una pel·lícula important.

## Filmografia
- Uli, der Knecht (1954)
- Königswalzer (1955)
- Ingrid - Dau Geschichte eines Fotomodells (1955)
- Der 10. Mai (1957)
- Zu jung für Dau Liebe? (1961)
- The Pawnbroker (1964)
- Dau sechs Kummerbuben (1968)
- Der große Horizont (1976) (televisió)
- Lüthi und Blanc (1999) – sèrie de televisió suïssa
- Oeschenen (2004) (televisió)
- Lilo & Fredi (2004) (televisió)
- Handyman (2006)